# Condado de Guadalhorce

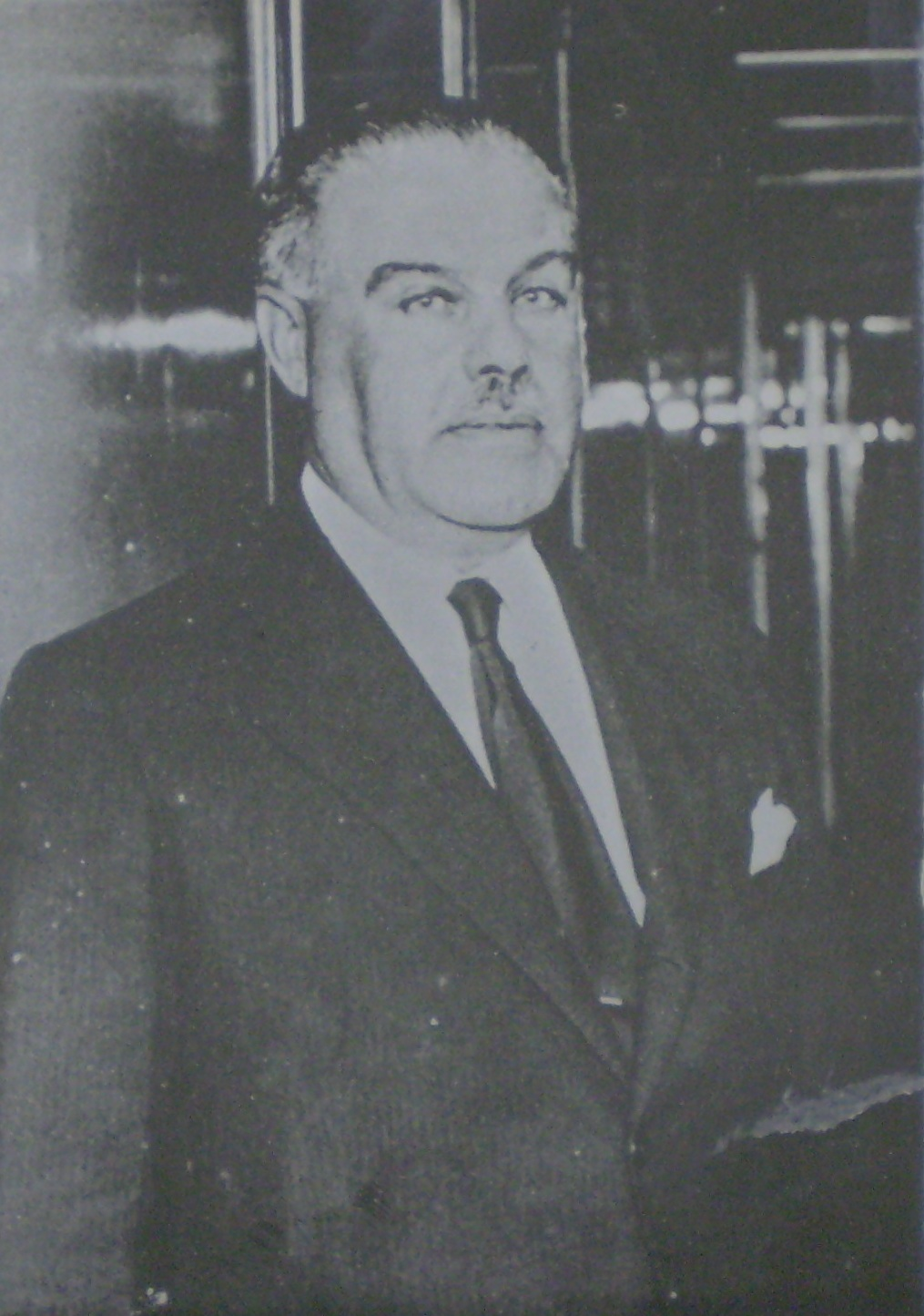
Rafael Benjumea y Burín, I conde de Guadalhorce

El condado de Guadalhorce es un título nobiliario español creado por el rey Alfonso XIII el 26 de noviembre de 1921 a favor de Rafael Benjumea y Burín, ministro de Fomento, ingeniero de caminos y político, quien realizó el embalse llamado "Conde de Guadalhorce", en el río Turón, del que se beneficia el valle del río Guadalhorce, en Andalucía.

## Denominación
Su denominación hace referencia al río Guadalhorce, en Andalucía.

## Condes de Guadalhorce
|                           | Titular                          | Periodo                   |
| Creación por Alfonso XIII | Creación por Alfonso XIII        | Creación por Alfonso XIII |
| ------------------------- | -------------------------------- | ------------------------- |
| i                         | Rafael Benjumea y Burín          | 1921-1952                 |
| ii                        | Rafael Benjumea y Heredia        | 1953-1974                 |
| iii                       | Francisco Benjumea y Heredia     | 1975-1995                 |
| iv                        | Rafael Benjumea y Cabeza de Vaca | 1998-2012                 |
| v                         | Isabel Benjumea y Cabeza de Vaca | 2012-2017                 |
| vi                        | Isabel de la Campa Núñez         | 2017-actual titular       |

## Historia de los condes de Guadalhorce
- Rafael Benjumea y Burín (1876-1952), i conde de Guadalhorce, ministro de Fomento e ingeniero de caminos.

1. Casó con Isabel Heredia y Loring. Le sucedió su hijo:

- Rafael Benjumea y Heredia, ii conde de Guadalhorce.

1. Casó con Jacqueline Poirier. Sin descendientes. Le sucedió su hermano:

- Francisco Benjumea y Heredia (1908-1995), iii conde de Guadalhorce.

1. Casó con Matilde Cabeza de Vaca y Garret (1915-2006), xvi marquesa de Valdecañas, marquesa de Torremayor, xvi condesa de Peñón de la Vega. Le sucedió su hijo:

- Rafael Benjumea y Cabeza de Vaca, iv conde de Guadalhorce, xvii marqués de Valdecañas, xviii conde de Peñón de la Vega.

1. Casó con Blanca Benjumea y Llorente. Le sucedió su hermana en ejecución de sentencia judicial:

- Isabel Benjumea y Cabeza de Vaca, v condesa de Guadalhorce.[Nota 1]

1. Le sucedió su nieta materna:

- Isabel de la Campa Núñez, vi condesa de Guadalhorce.